# Представничка демократија
Представничка демократија, или индиректна или посредна демократија, назив је за друштвено-политичко уређење демократског типа у којој власт настаје темељом избора на којима грађани бирају своје представнике — само представнике извршне и/ли судске, односно чланове представничких тијела (скупштина) као законодавне власти, а који потом доносе одлуке у њихово име. Готово све модерне демократије западног стила функционишу као нека врста представничке демократије: на пример, Уједињено Краљевство (унитарна парламентарна уставна монархија), Немачка (савезна парламентарна република), Француска (унитарна полупредседничка република) и Сједињене Америчке Државе (савезна председничка република). На свијету постоје различити облици представничке демократије који се разликују око тога да ли је шеф државе насљедни монарх или изабрани председник, односно да ли је извршна власт подређена скупштини (као у парламентарном систему), односно постоји јасна подела власти (као у предсједничким републикама попут САД). Представничка демократија се наводи као алтернатива, односно као супротност концепту непосредне демократије, иако у појединим државама оба система могу постојати кроз различите облике референдума.
Представничка демократија може да функционише као елемент парламентарног и председничког система власти. Обично се манифестује у доњем дому као што је Доњи дом Уједињеног Краљевства и Лок Саба Индије, али може бити смањен уставним ограничењима као што су горњи дом и судска ревизија закона. Неки политички теоретичари (укључујући Роберта Дала, Грегорија Хјустона и Ијана Либенберга) описали су представничку демократију као полиархију. Представничка демократија даје власт у руке представника које бира народ. Политичке партије често постају централне за овај облик демократије ако изборни системи захтевају или подстичу бираче да гласају за политичке странке или за кандидате повезане са политичким партијама (за разлику од гласања за појединачне представнике).

## Овлашћења представника
Представнике бира јавно мњење, за носиоце високих функција гласањем, путем референдума за национално законодавство. Изабрани представници могу имати овлашћење да изаберу друге представнике, председнике и друге службенике владе као премијера. законодавна тела. Моћ представника је обично ограничена уставом (као у Либералној демократији или Уставној монархији) или другим мерама за балансирање представничке моћи:
- Независност судства: које може имати овлашћење да прогласи законодавне акте неуставним (нпр. уставни суд, врховни суд).
- Устав: такође може предвидети делиберативну демократију (нпр. Краљевска комисија) или директне народне мере (нпр. иницијатива, референдум, опозив избора). Међутим, они нису увек обавезујући и обично захтевају неке законодавне мере—правна моћ обично остаје чврсто на представницима.
- Дводомни систем: у неким случајевима може имати „горњи дом“ који није директно биран, као што је Сенат Канаде, који је направљен по узору на британски Дом лордова.

## Историја
Римска република је била прва позната држава у западном свету која је имала репрезентативну владу, упркос томе што је имала облик директне владе у римским скупштинама. Римски модел управљања је инспирисао многе политичке мислиоце током векова, и данашње модерне представничке демократије више опонашају римски него грчки модел, јер је то била држава у којој је врховну власт имао народ и његови изабрани представници, и која је имала изабраног или именованог вођу. Представничка демократија је облик демократије у којој људи гласају за представнике који потом гласају о политичким иницијативама; за разлику од директне демократије, облика демократије у којој људи директно гласају о политичким иницијативама. Европска средњовековна традиција одабирања представника из различитих сталежа (класа, али не какве данас познајемо) да саветују/контролишу монархе довела је до релативно широког познавања репрезентативних система инспирисаних римским системима.
У Британији, Сајмон де Монфорт је упамћен као један од очева представничке власти по одржавању два позната парламента. Први, 1258. године, лишио је краља неограничене власти, а други, 1265. године, укључио је обичне грађане из градова. Касније, у 17. веку, Енглески парламент је применио неке од идеја и система либералне демократије, што је кулминирало Славном револуцијом и усвајањем Закона о правима из 1689. године. Проширење бирачког права одвијало се кроз низ реформских аката у 19. и 20. веку.
Америчка револуција довела је до стварања новог Устава Сједињених Држава 1787. године, са националним законодавством заснованим делимично на директним изборима представника сваке две године, и тиме одговорним бирачком телу за наставак функције. Сенаторе није директно бирао народ све до усвајања Седамнаестог амандмана 1913. Жене, мушкарци који нису поседовали имовину, црнци, и други којима првобитно није дато право гласа, у већини држава су на крају добили гласове кроз промене у држави и савезном праву у току 19. и 20. века. Све док није укинут Четрнаестим амандманом након Грађанског рата, Компромис три петине је дао непропорционалну заступљеност ропских држава у Представничком дому у односу на гласаче у слободним државама.
Револуционарна Француска је 1789. усвојила Декларацију о правима човека и грађанина и, иако је краткотрајно, 1792. су сви мушкарци бирали Национални конвент. Опште мушко право гласа је поново успостављено у Француској након Француске револуције 1848. године.
Представничка демократија је задобила општу наклоност, посебно у национални државама након Индустријске револуције, где је велики број грађана показао интересовање за политику, али где су технологија и број становништва остали неприкладни за директну демократију. Многи историчари приписују Реформском акту из 1832. покретање модерне представничке демократије у Уједињеном Краљевству.
Глобално гледано, већина влада у свету су представничке демократије, укључујући уставне монархије и републике са јаким представничким огранцима.

## Истраживање о репрезентацији
Одвојена, али сродна и веома велика тела истраживања у политичкој филозофији и друштвеним наукама истражују како и колико добро изабрани представници, као што су законодавци, представљају интересе или преференције једног или другог бирачког тела. Емпиријско истраживање показује да репрезентативни системи имају тенденцију да буду пристрасни према заступљености имућнијих класа, на штету становништва у целини.